# Bannan (série télévisée)
Bannan est un feuilleton télévisé en langue gaélique écossais, créée par Christopher Young, produite par Young Films, et diffusé depuis le 4 octobre 2014 sur BBC Alba.
En Bretagne, la série a été doublée en breton en 2019 par Dizale et est diffusée sur Tébéo et sur Brezhoweb depuis le 13 mars 2020. Elle est nommée Ene(z), un jeu de mots entre « âme » (ene) et « île » (enez). 

## Synopsis
Bannan (pluriel de bann) signifie « Liens », référence au fait que le personnage principal, Màiri MacDonald (joué par Debbie NicAoidh), une avocate d’Aberdeen, retourne dans son île natale, qu’elle avait quittée huit ans plus tôt, pour échapper à sa famille et aux coutumes du lieu et à au sentiment de claustrophobie qu’elle ressentait.

## Production
D'après le créateur Christopher Young, Bannan a été produit avec un petit budget, environ la moitié du coût d’un feuilleton de BBC One.

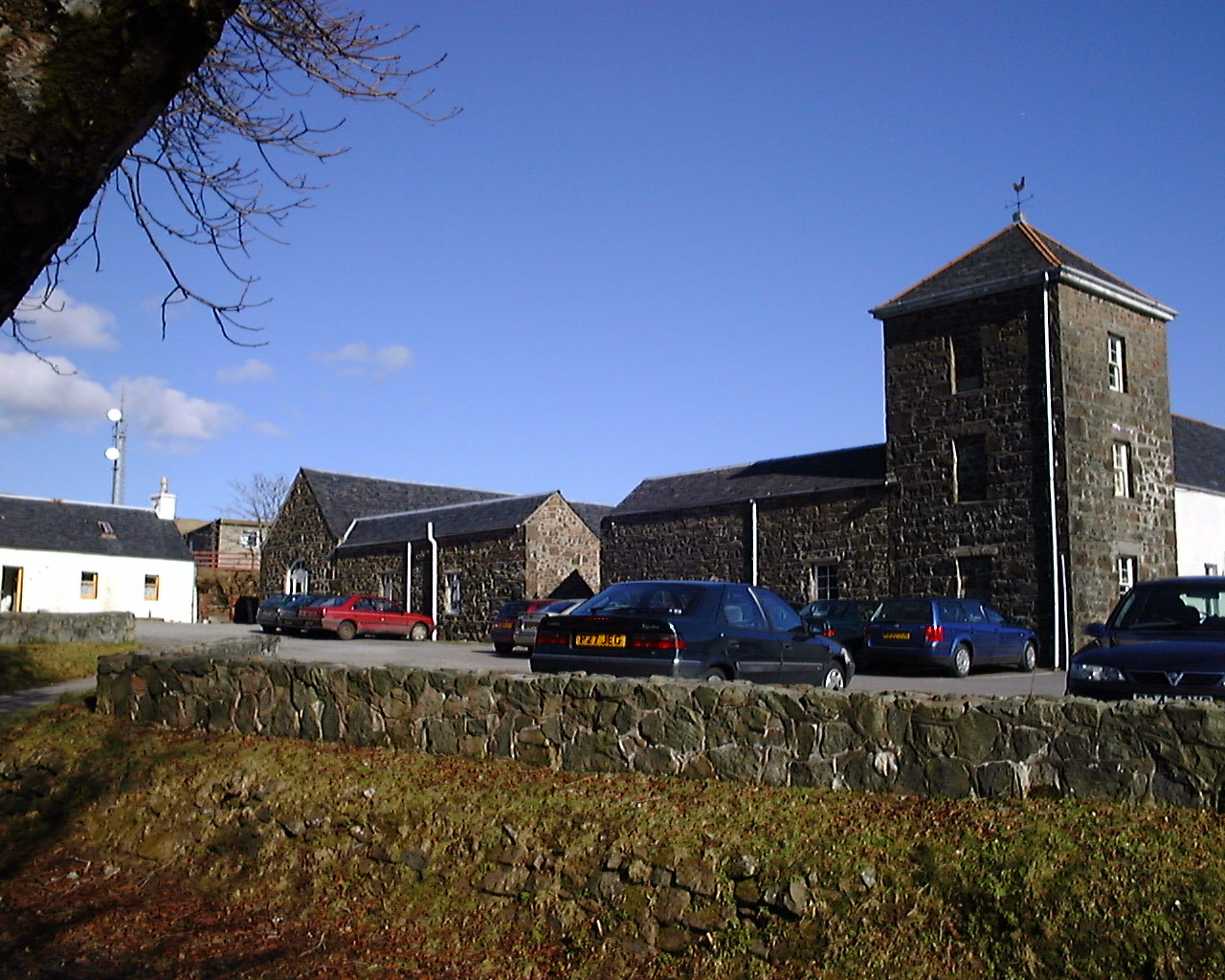
Les anciens bâtiments du Sabhal Mòr Ostaig ont fourni le décor de nombreuses scènes de la série.

Christopher Young est né à Edimbourg et parle gaélique. Il s'est installé sur le péninsule de Slèite à la fin de années 1990 et depuis 2012, c'est là que se déroule la majorité de son travail. Il pense que Bannan n'aurait jamais pu exister "sans le soutien de notre communauté locale". C'est pourquoi en 2017, il crée la Young Film Foundation, intimement liée à la vie de l'île de Skye, dont le but initial est de proposer du temps, de l'aide et des financements à six jeunes réalisateurs. 
La musique est l’œuvre de Dòmhnall Seathach, membre fondateur de Capercailie.

### Tournage
La série a été filmée à Skye, dans les Hébrides intérieures, en partie pour des raisons pratiques, car Young Films est basé sur l’île, mais aussi parce que le paysage de Skye, la mer et les montagnes, mais aussi sa météo changeante constituent un décor dramatique. De nombreuses scènes ont été tournées à proximité des bâtiments du Sabhal Mòr Ostaig. 

## Distribution
- Debbie Mackay (VB : Ylva Fowler) : Màiri
- Cailean Collier (VB : Riwal Kermareg) : Cailean
- Domhnall Eoin MacKinnon (VB : Tangi Merien) : Alasdair
- Ali MacLennan (VB : Klet Beyer) : Iain
- Donna Morrison (VB : Aziliz Bourges) : Donna
- Daibhidh Walker (VB : Lors Jouin) : Fionnlaigh
- Chrissie Smith (VB : Marion Gwen) : Mòrag
- John Macaskill (VB : Yann-Herle Gourves) : Coinneach
- Roddy Seathach : Aonghas
- Iain Beggs : Anndra
- Angela NicAoidh : Sarah Jane
- Alistair MacKay (VB : Kris Menn) : Doneil
- Iain MacRàth (gd) (VB : Tangi Daniel) : Tormod
- Mairi Mhoireasdan (VB : Loeiza Beauvir) : Isebail
- Peggie Wood (VB : Jisel ar Gurudeg) : Peigie
- Ellen NicDhòmhnaill (VB : Anna Duval Guennoc) : Ciorsataidh
- Donnie MacFhionnlaich (VB : Laors Skavenneg) : Murchadh
- Eoghainn MacFhionghain : Padruig
- Calum MacFhionghain (VB : Florian Ebel) : Uncle Roddy
- Meredith Brook Young : Ceitidh
- Catrìona Lexy Chaimbeul (gd) (VB : Typhaine Korr) : Raonaid
- Coinneach Smith : Martainn
- Annie Griffin (en) (VB : Goulwena an Henaff) : Nebhada
- Fergie Dòmhnallach (gd) (VB : Manu Mehu) : lui-même